# 列季克河
雷蒂克河（烏克蘭語：Ретик），是烏克蘭東北部的河流，屬於列季河的右支流。該河流經蘇梅州的科諾托普區，河道全長17公里。